# (66789) 1999 TS231
1999 تي أس 231 (ويعرف أيضًا باسم (66789) 1999 تي أس 231 وفق تسمية الكوكب الصغير) (بالإنجليزية: 1999 TS231)‏ هو كويكب ضمن حزام الكويكبات؛ وترتيبه 66789 من حيث الاكتشاف.
اكتُشف هذا الجُرم الفلكي بواسطة ماسح السماء كاتالينا في 5 أكتوبر 1999.

## وصلات خارجية
- (66789) 1999 TS231 في قاعدة بيانات مختبر الدفع النفاث لأجرام النظام الشمسي الصغيرة

- الاكتشاف · مخطط المدار ·  العناصر المدارية · المعلمات المادية

- (66789) 1999 TS231 على موقع ويكي سكاي: DSS2, SDSS, GALEX, IRAS, Hydrogen α, X-Ray, Astrophoto, Sky Map, Articles and images